# Bocskai tér (Kolozsvár)
A Bocskai tér (románul: Piața Avram Iancu) Kolozsvár egyik jelentős tere.

## Fekvése
A Belváros keleti oldalán alakult ki, az egykori városfalak előtt. Északon a Magyar utca határolja, délen pedig a Közép utca. Északnyugaton a Postakert utca (románul Cuza Vodă) torkollik bele, északkeleti részén pedig az Eötvös József utca (románul Constanța). A tér nyugati oldalának nagyjából közepén a Szentegyház utca (románul Iuliu Maniu) indul a Fő tér felé, párhuzamosan a Közép és Magyar utcákkal. A Bocskai tértől délre, a Közép utca déli oldalán a Hunyadi tér található.

## Története
A Trencsin tér 1899-es rendezése után a Közép utcától északra levő rész felvette az itt álló palota után az EMKE tér nevet, majd 1907-ben, amikor az egyesület megvált ingatlanától, Bocskai névre keresztelték. A trianoni békeszerződést követően a románok Alexandru Ioan Cuza nevét adták neki. A második világháború idején Hitler térre változtatták nevét. A háború után Malinovszkij marsall nevét vette fel, majd 1964-ben Győzelem térre keresztelték (románul Piața Victoriei). 1993-ban, miután felavatták szobrát, felvette az Avram Iancu nevét.
A tér arculata a két világháború között nyerte el mai arculatát. 1921-ben megalapították a Révi, Feleki és Kolozsvári Ortodox Püspökséget, amelynek első rendelkezése egy székesegyház építésére való pályázat kihirdetése volt. Az alapkőletételre 1923. október 7-én került sor. A püspökség és város között megkötött szerződésben a város kötelezte magát, hogy „modern parkot és sétányokat létesít a templom körül, s kapukkal ellátott vaskerítéssel veszi körül, s ezeket ugyanúgy gondozza, mint a főtéri templom körülit.” A felszentelésre 1933. november 4–5-én került sor a király, a miniszterelnök és a pátriárka jelenlétében. 1934-ben az ortodox püspökség megszerezte a szomszédos erdőigazgatósági palotát, amelynek egy részében teológiai szemináriumot nyitottak.
1931-ben épült fel a Közép utcai sarokra a Tisztek Háza, az egykori Új Iparkamara. 1930-ban Avram Iancu szobrát akarták a téren felállítani, de a terv elmaradt. A második világháború után a templom előtti parkba a „felszabadító” szovjet hősök obeliszkjét állították fel, a templom mögé pedig a második ukrán front bronzágyús emlékművét. Az emlékműveket az 1989-es forradalom után bontották el, helyükre Avram Iancu egész alakos szobra került, valamint a háború hőseinek emlékműve. A tér megőrizte a két világháború közötti arculatát, mindössze a templom előtti parkot építették többszörösen át.

## Nevezetes épületei

### Az északi sor épületei

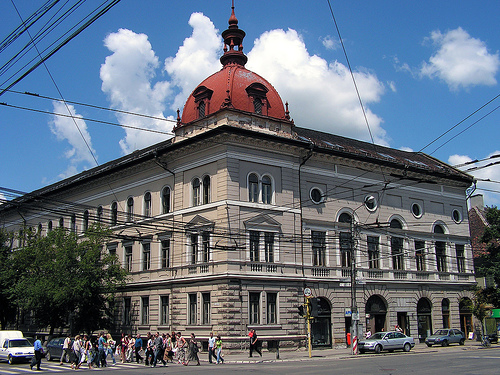
Protestáns Teológiai Intézet

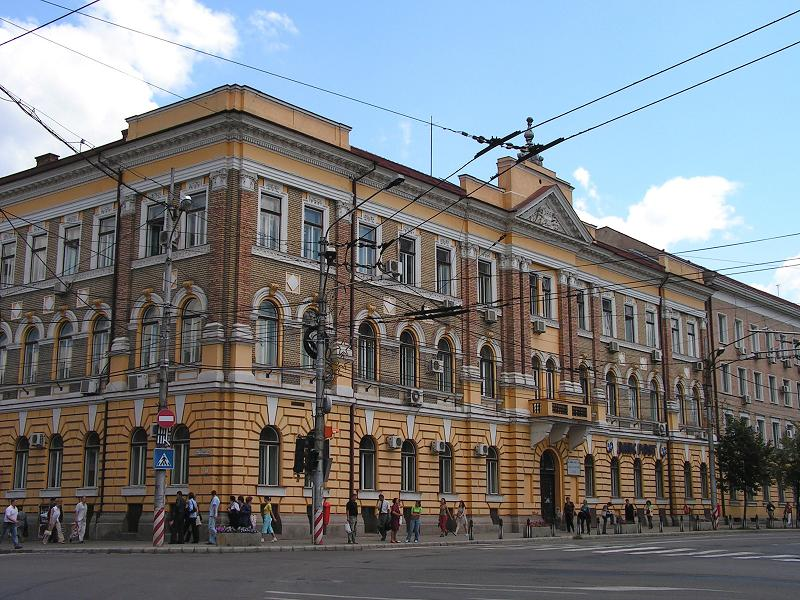
EMKE-palota

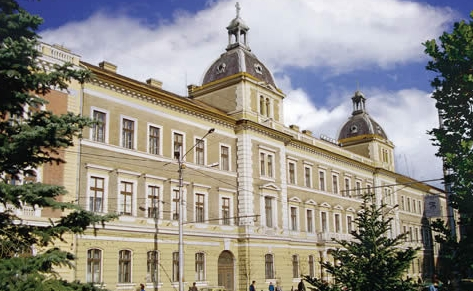
Ortodox püspöki palota

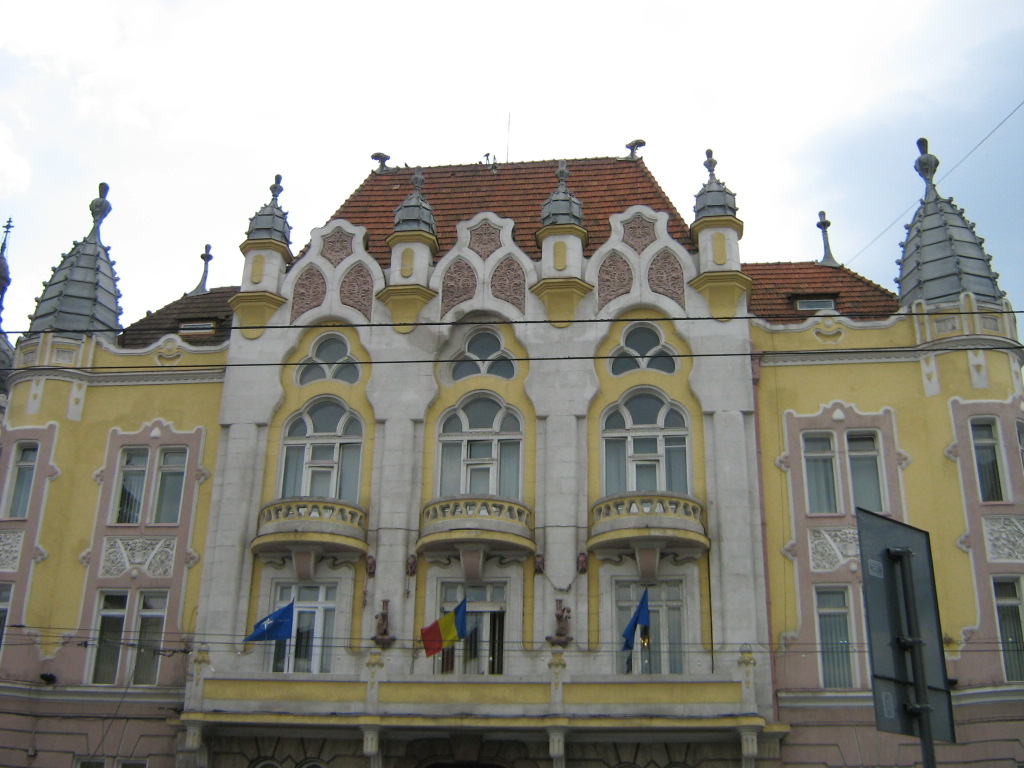
Megyeháza

A Kolozsvári Protestáns Teológiai Intézet (13. szám) a Postakert utcai (ma Cuza Vodă) sarkon áll. A jelenlegi épület telkén a 16.–17. században református templom állt. Miután ez 1690-ben leégett, az új templomot a mai kétágú templom helyén építették föl. 1764-ben Pataki István főbíró 30 forintért megvásárolta az üres telket és fogadót épített rá, melynek neve Három liliom volt (a név a református egyház címerére utalt, amelyet a kapu felé helyeztek el). Özvegye, Patakiné Babocsai Erzsébet a református egyházra hagyta a fogadót azzal a kikötéssel, hogy a befolyó bérleti díjat a külső templom építésére kell fordítani. Száz év elteltével a különböző bérlők kezén a fogadó lezüllött, az épület állaga is leromlott, ezért az egyház elhatározta, hogy lebontják és ide építik a teológiai intézetet. Korábban a református lelkészek képzése Nagyenyeden történt, de 1875-ben az egyházkerület elhatározta az intézet Kolozsvárra költöztetését. Az építkezéshez az első adományt gróf Mikó Imre tette.
A jelenlegi eklektikus épületet Feszty Gyula budapesti építész tervezte és Endstrasser Benedek kivitelezte 1894–1895-ben. Az avatás 1895. november 2–3-án történt Bánffy Dezső miniszterelnök és Wlassics Gyula vallás- és közoktatásügyi miniszter jelenlétében. 1895. Az első tanévben 31 teológiai és 37 bölcsészeti hallgató iratkozott be. 
Az 1948-ban életbe lépett új tanügyi törvény választás elé állította az erdélyi protestáns egyházakat: egyesítik a református és az unitárius teológiai akadémiákat vagy középiskolává minősülnek. Az öt protestáns püspök (Vásárhelyi János, Arday Aladár, Argay György, Kiss Elek és Friedrich Müller) az egyesítés mellett döntött. Az Egyetemi Fokú Protestáns Theologiai Intézetet 1949. február 25-én avatták fel. Ebben az évben 135 református, 25 unitárius, 11 evangélikus hallgató iratkozott be. 1956–1957 során a német evangélikus tagozat Nagyszebenbe költözött. A hallgatók létszáma fokozatosan csökkent, az 1980-as években évente már csak 10-20 teológus végzett.
Az intézet fenntartói az erdélyi magyar református, unitárius és evangélikus egyházak, ők határozzák meg a felvehető diákok számát. A román állam kis mértékben hozzájárul az alkalmazottak egy részének a fizetéséhez. Az oktatás három szintű: 4 év alapképzés + 2 év magiszterképzés + 2 év doktori képzés.
A Szláby-házat (14. szám)  neve ellenére valószínűleg a Bánffy, Kemény vagy Kun grófok birtokolhatták, ellentétben Entz Géza azon feltételezésével, hogy az evangélikus egyház gondnokának, Szlábi (Slabi) Dánielnek volt a tulajdona. Az épületet az 1810-es vagy 1820-as években emelhették késő barokk stílusban. Földszintje rusztikás, meanderszalag választja el az emelettől. Az emeleti ablakok fölött álló akantuszleveles betétek találhatók, a főpárkányt gyámok tartják. Az udvar fele nyúló rövid szárny folytatásaként egykor cselédlakások, istállók, gazdasági épületek következhettek. Ma ezek is mind lakások. A ház 1918-ban az Erdélyi Református Egyházkerület tulajdonába került. Államosították 1948-ban, majd az 1990-es évek végén ismét visszakerült az egyház tulajdonába.
A 15. szám alatti eklektikus, klasszicizáló ház az 1880-as években épült fel egy korábbi ház helyén. Ekkor tulajdonosa Plihál Ferenc vendéglős volt és valószínűleg szállodát és éttermet akart ide nyitni. Plihál csődöt jelentett, így 1891-ben az épület Somodi István ügyvéd kezére került. Tőle a Protestáns Teológia vásárolta meg. Helyiségeinek nagy részét a vasút bérelte. 1893-ban a ház egyik részét lebontották helyet adva az Eötvös József utcának. Az 1900-as évektől a Központi Rendőrség rendezkedett be benne, majd az 1920-as években a Megyei Rendőrség és Útlevélosztály, az 1930-as években pedig a Rendőrségi Múzeum. A második világháborút követően a városi rendőrség közlekedési osztálya birtokolta. 1952-ben államosították. Az 1970-es évektől kezdve a Megyei Mezőgazdasági és Élelmiszeripari Igazgatóság székel itt. A teológiával szembeni parkban rózsaszín virágú gesztenyefák vannak, az egyedüli ilyen fák a városban.

### Keleti házsor
A Bocskai tér és a Magyar utca sarkán az EMKE-palota áll (16. szám). A kétszer égetett téglaborítású épületet 1891-ben adták át. Pákey Lajos tervei szerint készült. Eredetileg gróf Bánffy György üres telke állt itt, aki 1887-ben felajánlotta, hogy itt építsék meg az új megyeházát. A megyeházát azonban nem ide, hanem a Külső Monostor utca elejére építették. Az értékes házhelyet végül az EMKE vette meg, s Baross Gábor miniszter ajánlatára a vasúti üzletvezetőség részére építenek rá irodaházat. A tér fele tizennégy, a Magyar utca fele huszonnégy tengelyes eklektikus épület homlokzatát azon városok és megyék címerei díszítették, amelyek 1891-ben EMKE-fiókokkal rendelkeztek. Az EMKE a palotát 1906-ban kénytelen volt eladni a vasútnak, mert az nem akarta továbbra is méltányosan bérbe venni, s a hivatalokat a szemben levő 1. szám alatti bérházba költöztették. Az első világháború óta a CFR tartományi igazgatósága működik ebben az épületben.
A kolozsvári ortodox püspöki palota épületét (18. szám) az Oriold és Entrasser cég építette 1887-ben Debreczeni Balázs tervei szerint, eredeti rendeltetése szerint az erdőigazgatóság székhelye volt. Az ortodox katedrális megépítése után 1934 áprilisában a Minisztertanács az ortodox püspökségnek adta az épületet. Jelenleg itt van az ortodox teológiai szeminárium is.
A 19. szám alatt a pénzügyigazgatóság épülete áll, amelyik 1880-ban épült Maetz Frigyes tervei alapján.

### Nyugati házsor
A tér és a Bel-Magyar utca sarkán áll a megyeháza. A város egyik látványos, szecessziós stílusú kétemeletes épülete. Az épület a gótikus‚ reneszánsz és mór stílus elemeinek és virágmotívumoknak a kombinációja. A nagy alapterületű épületnek két belső udvara van. Huber József tervei alapján 1910-ben épült fel, eredetileg a Kereskedelmi és Iparkamara számára. Helyén korábban a Magyar Korona vendégfogadó állt. Az 1948-as államosításkor a kamara megszűnt, az épületben ezek után városháza, majd a kommunista párt tartományi, illetve megyei bizottságának székháza volt. A megyei tanács és a megyefőnöki (prefektusi) hivatal 1991-92-ben költözött ide.
A házsort egy-két emeletes bérházak alkotják, amelyek nagy része a 19. század végén, 20. század elején épült. Ezek közül kiemelkedik a Szentegyház utca sarkától északra levő, a szabadkőművesek Unio páholyának klasszicizáló görögös palotája, amelyik 1888–1889 között épült Maetz Frigyes tagtársuk tervei szerint.
A nyugati házsort a Tisztek Házának bauhaus stílusú tömbje zárja le.